# Palaquium decurrens
Palaquium decurrens är en tvåhjärtbladig växtart som beskrevs av Herman Johannes Lam. Palaquium decurrens ingår i släktet Palaquium och familjen Sapotaceae. Inga underarter finns listade i Catalogue of Life.